# غارة البحر الأسود
كانت غارة البحر الأسود طلعة بحرية عثمانية ضد الموانئ الروسية على البحر الأسود في 29 أكتوبر 1914، بدعم من ألمانيا، مما أدى إلى دخول العثمانيين في الحرب العالمية الأولى. تم تصور الهجوم من قبل وزير الحرب العثماني أنور باشا والأدميرال الألماني فيلهلم سوشون ووزارة الخارجية الألمانية.
كانت الحكومة الألمانية تأمل في أن يدخل العثمانيون الحرب لدعمهم لكن الحكومة في إسطنبول كانت مترددة. وقد بدأ وزير الحرب العثماني العاشق لأيّ شيء ألمانيّ، أنور باشا، بالتآمر مع سفير ألمانيا لإقحام الإمبراطورية في الحرب. وفشلت المحاولات الرامية إلى الحصول على دعم واسع النطاق في الحكومة، ولذلك كان من اللازم التحريض على نشوب نزاع. وبمساعدة من وزير البحرية العثماني والأميرال الألماني فيلهلم سوشون، قام أنور بالترتيب لنقل الأسطول العثماني إلى البحر في 29 أكتوبر، للقيام بمناورات يفترض أنها ستجري. وكان عليهم استفزاز السفن الروسية لإطلاق النار ثم اتهامهم بالتحريض على الحرب. وبدلا من ذلك، داهم سوشون الساحل الروسي في عرض صارخ للعداء، فلم يسفر إلا عن ضرر دائم ضئيل، ولكنه أغضب الروس.
محاولات المسؤولين المناهضين للحرب في إسطنبول للاعتذار عن الحادث أُفسدتْ من قبل أنور. سرعان ما رد البريطانيون بشن هجمات بحرية في الدردنيل، وأعلن الروس الحرب على الإمبراطورية العثمانية في 2 نوفمبر، تلاها البريطانيون والفرنسيون بعد ثلاثة أيام. العثمانيون لم يعلنوا الحرب رسميا حتى 11 نوفمبر.

### استشهادات
1. ↑  Erickson 2001، صفحة 36.
2. ↑  Sondhaus 2014، صفحة 107.
3. ↑  Tucker 2014، صفحة 263.
4. ↑  Dowling 2014، صفحة 131.
5. ↑  McMeekin 2011، صفحة 111.
6. ↑  Miller 1999
7. ↑  McMeekin 2015، صفحة 128.
8. ↑  Kieser 2015، Propaganda, Mobilization, and Strategies of War.
9. ↑  New York Times Company 1917، صفحات 1032–1033.